# Зелёная Рунь
Зелёная Рунь (бел. Зялёная Рунь) — посёлок в Дворецком сельсовете Рогачёвского района Гомельской области Белоруссии.

## География

### Расположение
В 24 км на запад от районного центра и железнодорожной станции Рогачёв (на линии Могилёв — Жлобин), 145 км от Гомеля.

### Гидрография
На северной окраине мелиоративный канал.

## Транспортная сеть
Транспортные связи по просёлочной, а затем автодороге Бобруйск — Гомель. Планировка состоит из короткой, чуть изогнутой, близкой к широтной ориентации улицы, застроенной двусторонне, неплотно деревянными усадьбами.

## История
Основан в начале XX века переселенцами из соседних деревень. Наиболее активная застройка велась в 1920-е годы. В 1930 году жители вступили в колхоз. Во время Великой Отечественной войны 17 жителей погибли на фронте. Согласно переписи 1959 года в составе совхоза «Дворец» (центр — деревня Дворец).

## Население

### Численность
- 1999 год — 21 хозяйство, 31 житель.

### Динамика
- 1925 год — 12 дворов.
- 1959 год — 135 жителей (согласно переписи).
- 1999 год — 21 хозяйство, 31 житель.